# Élections législatives de 1906 dans la 1re circonscription de Dunkerque
Les élections législatives françaises de 1906 dans la 1re circonscription de Dunkerque se déroulent le 6 mai 1906.

## Circonscription
La 1re circonscription de Dunkerque était composée en 1906 des cantons de Dunkerque-Est, Dunkerque-Ouest et Gravelines.

## Contexte
Florent Guillain (Progressiste)  se représente pour ces élections. Face à lui Adolphe-Édouard Défossé (Radical-socialiste) président du conseil d'arrondissement de Dunkerque et Albert Sauvage (SFIO).

## Résultats[2]
- Député sortant : Florent Guillain (Progressiste)

| Candidat         | Candidat                | Parti                      | Premier tour | Premier tour | Second tour | Second tour |
| Candidat         | Candidat                | Parti                      | Voix         | %            | Voix        | %           |
| ---------------- | ----------------------- | -------------------------- | ------------ | ------------ | ----------- | ----------- |
|                  | Florent Guillain*       | Républicains progressistes | 8 974        | 51,14        |             |             |
|                  | Adolphe-Édouard Défossé | Radical-socialiste         | 3 946        | 22,49        |             |             |
|                  | Albert Sauvage          | SFIO                       | 4 526        | 25,79        |             |             |
|                  |                         |                            |              |              |             |             |
| Inscrits         | Inscrits                | Inscrits                   | 23 743       | 100,00       |             |             |
| Votants          | Votants                 | Votants                    | 17 545       | 73,47        |             |             |
| Blancs et nuls   |                         |                            |              |              |             |             |
| * député sortant |                         |                            |              |              |             |             |